# Jean de Lacvivier (1560-v.1647)
Pour les articles homonymes, voir Famille de Lacvivier.
Jean de Lacvivier, seigneur de Croiziers, est né aux alentours de 1560 à Pamiers et mort en 1647. Il est le fils aîné de Jean de Lacvivier et de Marguerite de Sénier.

## Biographie
Comme bon nombre de gentilshommes du Midi de la France, Jean de Lacvivier est de confession protestante. Il est docteur en droit et exerce la fonction de juge de la Viguerie royale des Allemans (nom provenant probablement des troupes mercenaires engagées par Simon IV de Montfort en 1209 pour la croisade des Albigeois), l'actuelle commune de La Tour-du-Crieu dont il fait brûler l'église en 1621 après y avoir fait donner 15 ou 16 canonnades. 

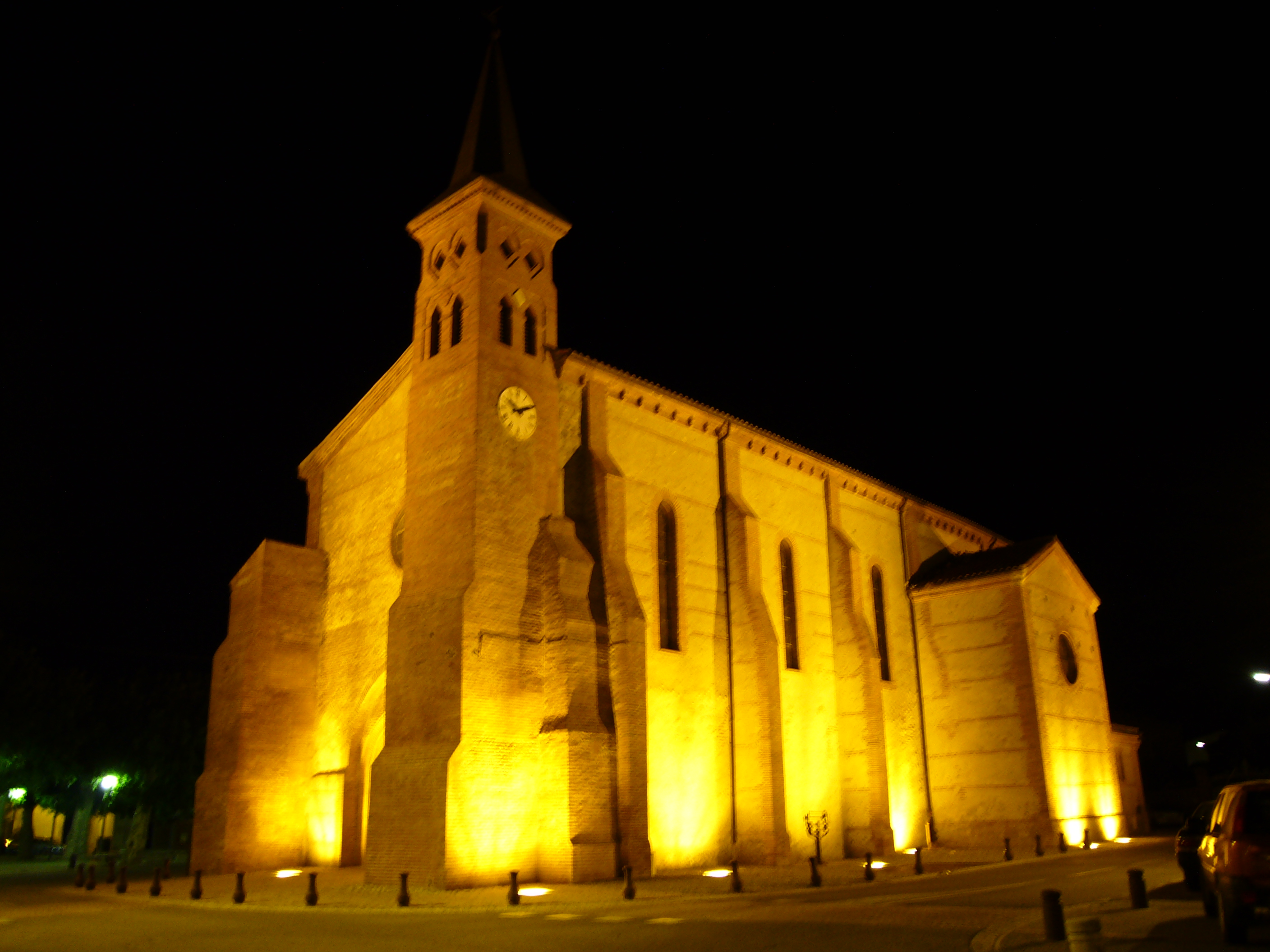
L'église actuelle de La Tour-du-Crieu

Il est aussi le conseiller d'Henri III de Navarre, roi de France sous le nom d'Henri IV puis de Louis II de Navarre devenu Louis XIII sur le trône français. Jean de Lacvivier épouse Miramonde de Clarac, comtesse, en 1588 avec qui il aura plusieurs enfants dont Paul, Germain et Izaac. Il fut consul de Pamiers en 1592 et en 1602.

## L'affaire diteJacquessonoud'Éléonore d'Espagne et des Jésuites
Nicolas Jacquesson, bourgeois de Pamiers (originaire de Champagne), mourut à la survivance de quatre enfants dont un seul, Claude, demeura à Pamiers en qualité de prébendier du Chapitre cathédral. L'immeuble dit de Cardeillac qui devait un jour appartenir aux Jésuites était alors indivis entre les quatre héritiers de Jacquesson. Il se composait de trois corps, de deux basses-cours et d'un grand jardin. Ils vendirent chacun leur part faisant en tout les trois quarts, par actes des 25 mai et 28 novembre 1611, au prix de 1500 livres, à Jean de Lacvivier, viguier des Allemans. Le Chapitre souleva des difficultés sur la validité de cette vente, opposant une transaction qu'il aurait passée en 1603 avec les héritiers Jacquesson et réclamant le payement de certains droits seigneuriaux. La Chambre de l'Édit, à Castres, devant qui le différend fut porté, maintint, par arrêt du 13 juin 1613, l'acquéreur en possession de l'immeuble.
Jean de Lacvivier vendit cette maison, le 6 mai 1629, à Eléonore d'Espagne, veuve de noble Jean-Pol de Salles, seigneur et baron de Gudanes, coseigneur de Château-Verdun, au prix de 3000 livres.
Quelques mois plus tard, le 18 septembre 1629, elle la revendit aux jésuites du Collège, représentés par le père Jean Bajole, pour la même somme, dont 2000 livres seraient payées à Jean de Lacvivier et 1000 livres à Jean de Lacoste, chanoine de Foix, prieur de Verdun. Un corps de logis était, par convention antérieure, réservé à l'habitation des
Lacvivier. L'immeuble était dans un tel état de délabrement que les acquéreurs durent y dépenser environ 300 livres pour le restaurer. Une grave difficulté ne tarda pas à surgir au sujet de cette maison. Peu après leur installation, les jésuites s'aperçurent que Jean de Lacvivier n'avait pu en réalité leur vendre que les trois quarts et non la totalité de l'immeuble, ainsi qu'ils l'avaient cru tout d'abord, puisqu'un quart appartenait encore à Claude Jacquesson. Celui-ci eut un instant la pensée de contraindre les jésuites à délaisser la partie des locaux lui appartenant ; mais se ravisant bientôt et désirant coopérer à l'établissement du Collège, il leur fit donation de sa part le 7 décembre 1631. Les jésuites refusèrent alors de payer les 2000 livres à Jean de Lacvivier pour la dame de Gudanes et l'assignèrent en garantie des troubles que leur suscitait le Chapitre. Aussitôt, Jean de Lacvivier fit saisir trois métairies appartenant à la dame de Gudanes, le 31 août 1635, et l'année suivante, le Chapitre de religieux intentait aux jésuites une action en revendication de la maison de Cardeilhac. L'affaire demeura en suspens jusqu'en 1643. Sur ces entrefaites, Jean de Lacvivier, seigneur de Croisies, mourut
fortement obéré après avoir fait donation à son fils aîné Pol (Paul), de la moitié de tous ses biens. Sa veuve, Miramonde de Clarac, poursuivit ses reprises et, le 11 juillet 1642, la Chambre de l'Édit ordonnait la
distribution, entre les créanciers, des biens délaissés par Jean de Lacvivier. Ce différend prit fin par une double transaction passée le même jour 11 avril 1644, entre le recteur du Collège, le père François Lascombes et Pol de Lacvivier d'une part et le Chapitre cathédral d'autre part. En premier lieu, Pol de Lacvivier se désista de ses prétentions sur la maison de Cardeillac moyennant le payement de la somme de 790 livres 14 sols.